# 帝豪
帝豪（EMGRAND）是吉利汽车于2009年推出的子品牌，是同全球鹰和英伦在内的吉利汽车三大子品牌之一，主要专注于吉利汽车自主开发的较高端车型。2014年4月，吉利进行品牌构架改革，将其旗下原有三大子品牌统一为吉利品牌，此后帝豪不再是吉利子品牌，而是吉利系列车型之一。截至2025年4月21日，帝豪共推出四代车型，合计整车下线400万台。

## 历史
吉利汽车于2009年的上海车展宣布推出帝豪、全球鹰和英伦三大子品牌。在同一届车展上，吉利向外界展示了基于帝豪品牌的加长版轿车，并于2010年的北京车展向外界展示了这辆车的改进版本。
第一台帝豪EC7于2009年在位于浙江宁波的工厂下线，并于2009年的8月中旬在中国地区内上市。帝豪EC8在2010年10月发布。
2014年亞太經合組織APEC大會決定選用吉利“帝豪”品牌作為會議接待用車，吉利成为APEC会议首次选用中国本土自主品牌的汽车企业，吉利共向大会提供45辆吉利帝豪轿车。

## 车型
帝豪品牌曾推出的车型：
- 帝豪EC718（帝豪品牌首款车型，2009年8月28日上市）

- 帝豪EC7（2011年上市，2013年款为终[10]）
- 帝豪EC7-RV（2011年上市，2012年款为终[10]）
- 帝豪EC8（2010年上市，2012年款为终[10]）

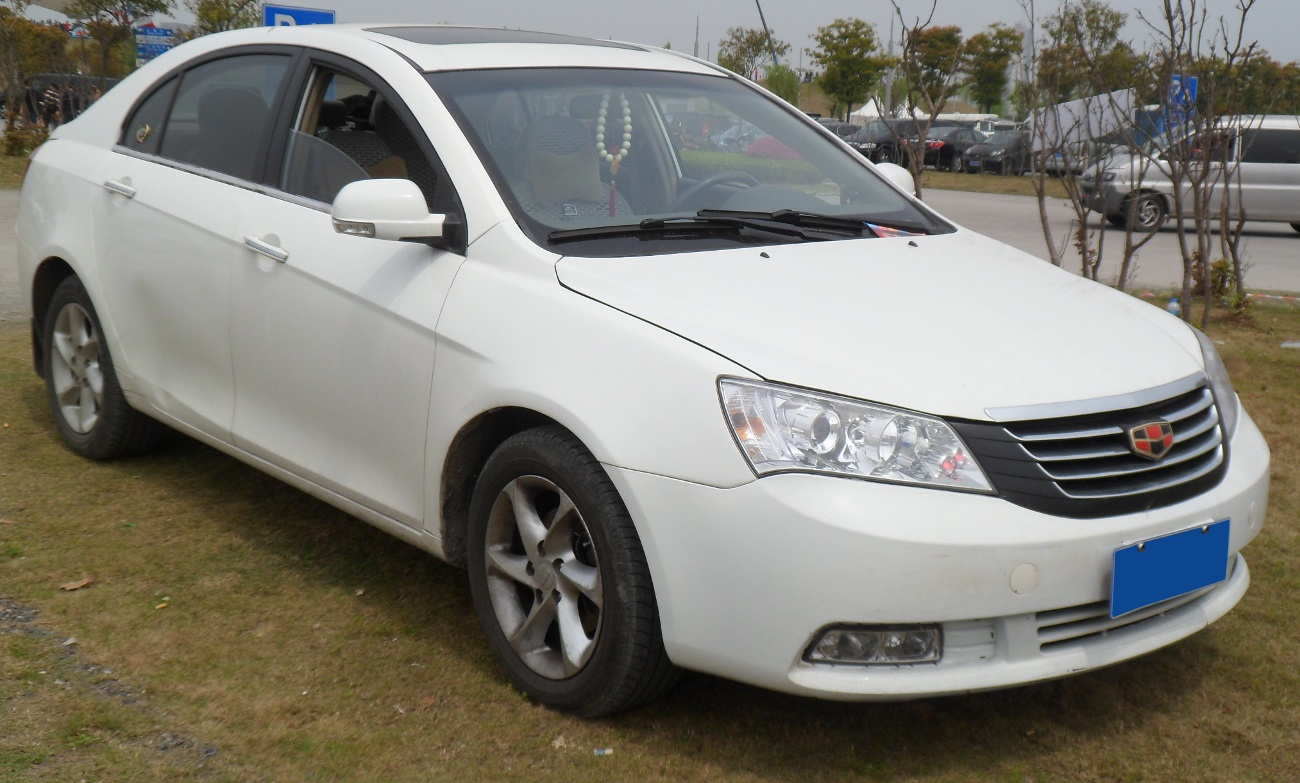
帝豪EC7
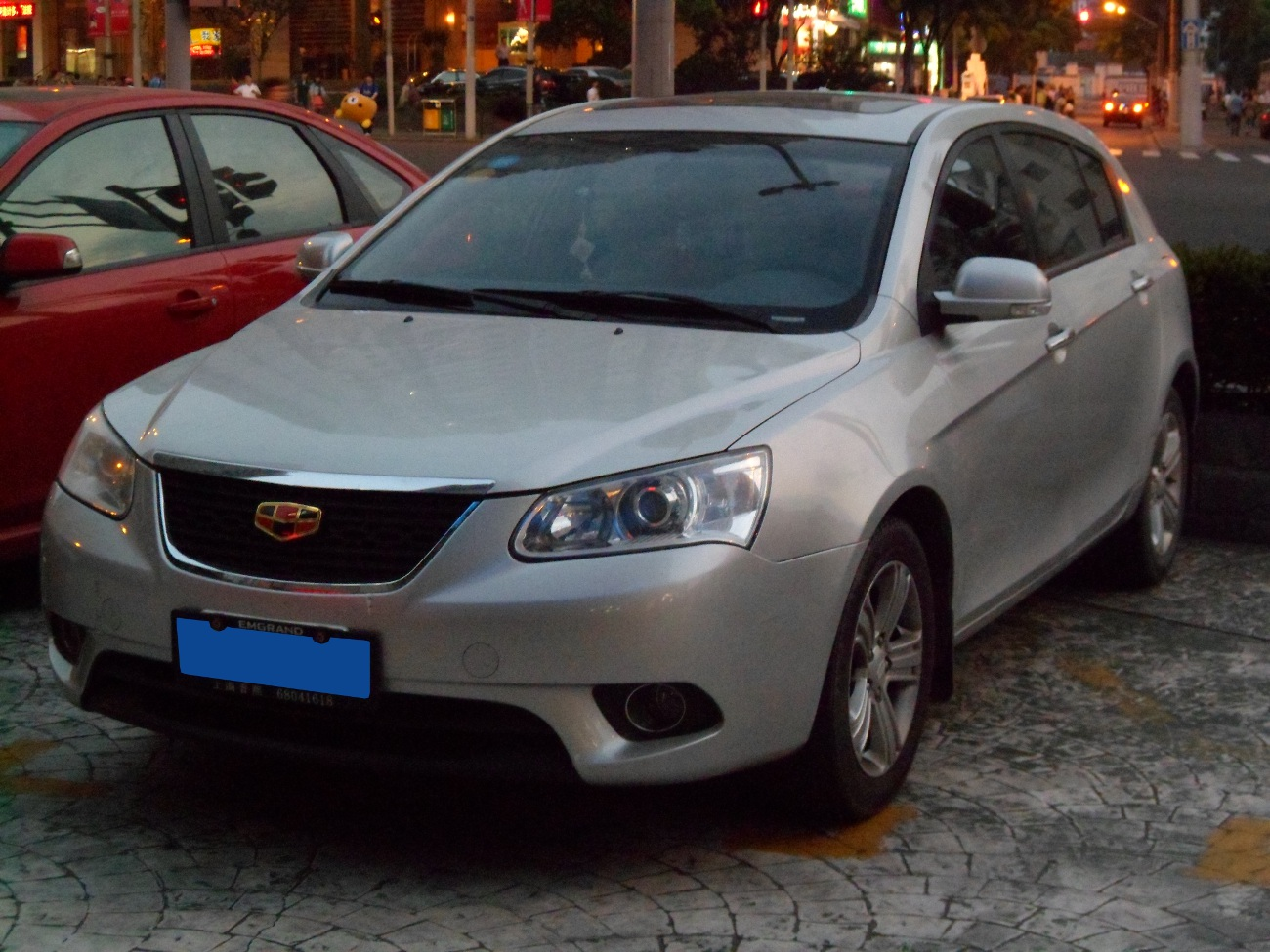
帝豪EC7-RV
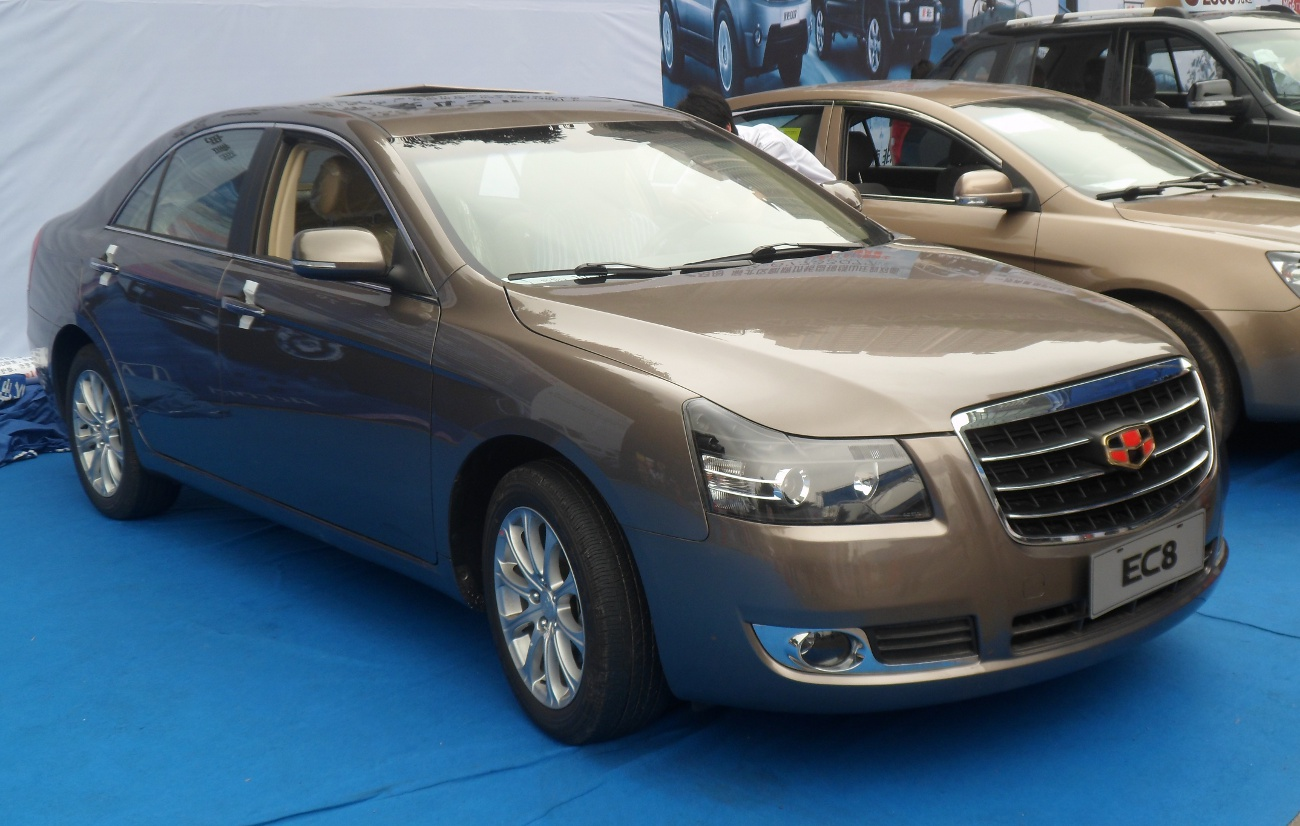
帝豪EC8

帝豪系列曾推出的车型：
帝豪GS（首款命名为2016年款，2020年款为终）
现今，帝豪系列在售的三款车型：
- 第4代帝豪
- 帝豪S
- 第4代帝豪醇电混动